# 페즈 (모자)

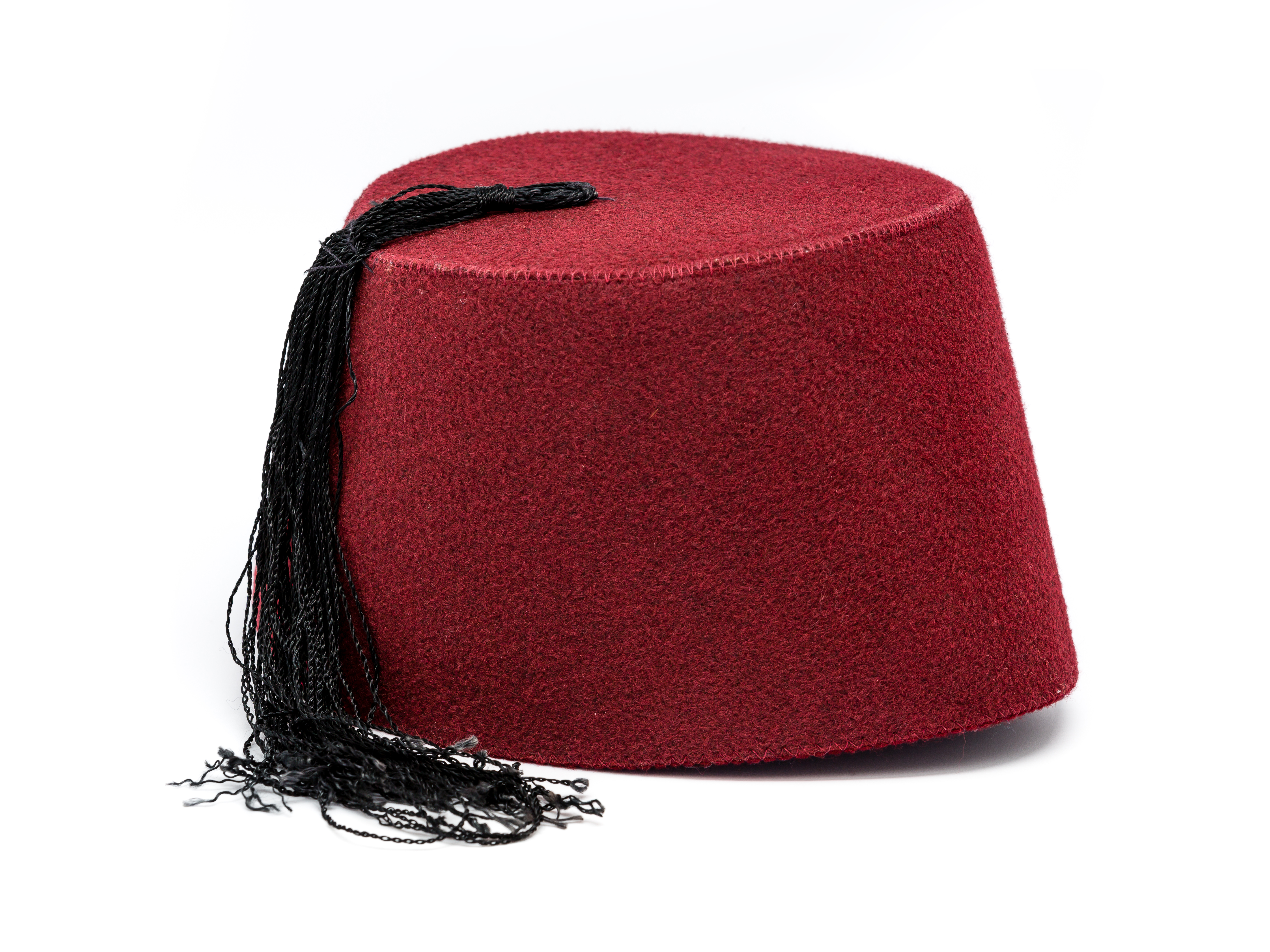

페즈(튀르키예어: fes 페스[*], 아랍어: طربوش 타르부시[*]는 원통형의 모자의 한 종류로, 모로코와 튀르키예에서 자주 쓴다. 오스만 제국 시대에 전파되었다. 20세기 초 오스만 제국이 해체되기 이전，튀르키예의 페즈는 무슬림의 상징으로 여겨졌다. 튀르키예 사람들이 애용하는 모자로 마치 양동이를 엎어놓은 듯한 챙 없는 원통형이 특징이며, 본래는 빨간색의 펠트에 검은색 술이지만 하늘색의 술이 달려 있다.

## 기원
1826년 오스만 제국의 황제가 제국 내 모든 성년 남자에게 적용되는 표준 복장으로 제식하여, 현대화 개혁의 일부분으로 공포되었다. 그 전에는 아프리카 서북부의 오스만 제국 해군 부대 및 그리스 일부 지역에서만 액세서리로 사용되었을 뿐이다.
오스만 제국의 현대화의 상징이 되었으나，유럽인에게는 “동방”(이슬람 국가인 오스만 제국) 문화의 특징으로 보였다. 1918년 오스만 제국이 해체된 뒤，터키 공화국 정부는 1925년 입법으로 국민모자 페즈를 금지하였다. 터키 총리가 친서방적인 근대화 정책을 펼쳤기 때문이다. 오스만 제국 시대의 모든 흔적이 국가 현대화에 방해가 된다고 생각했기 때문이다. 1925년 이후 페즈는 터키 남성복의 일부가 아니었습니다.